# رسوایی (فیلم ۱۳۹۱)
رسوایی چهارمین ساختهٔ سینمایی مسعود ده‌نمکی است که در ژانر درام/کمدی در ۲۳ اسفند ۹۱ به پردهٔ سینماها رفت. این فیلم به موضوعات مذهبی مانند امر به معروف و نهی از منکر اشاره دارد.

نخستین پوستر فیلم رسوایی، که از وزارت فرهنگ و ارشاد اسلامی مجوز انتشار نگرفت.

## خلاصه داستان
افسانه دختری زیبارو و فقیر جنوب شهری است که علاقه‌مند به حضور در جامعه با ظاهری متفاوت و جلب توجه مردان می‌باشد. خانواده وی از طرف آقاشریف که طلبکار و صاحبخانه ایشان است، تحت فشار هستند. آقاشریف که مردی میانسال و مجرد (به دلیل فوت همسر) است، علاقه‌مند به ازدواج با افسانه است و این مهم را شرط برداشتن فشارهای مالی از جانب خود به افسانه و خانواده وی عنوان کرده‌است. افسانه نیز تصمیم می‌گیرد برای کمک به خانواده خود، به آقا شریف نزدیک شود تا بتواند امتیازهایی از وی بگیرد. اما در یکی از دیدارهای خصوصی که بین وی و آقا شریف در دفتر کار آقا شریف انجام می‌شود...

## جوایز

### سی و یکمین دوره جشنواره فیلم فجر
| قسمت                       | نامزد            | نتیجه    |
| -------------------------- | ---------------- | -------- |
| بهترین بازیگر نقش اول مرد  | اکبر عبدی        | نامزدشده |
| بهترین بازیگر نقش مکمل مرد | محمدرضا شریفی‌نیا | نامزدشده |
| بهترین طراحی صحنه و لباس   | مجید میرفخرایی   | نامزدشده |
| بهترین چهره‌پردازی          | امیر اسکندری     | برنده    |

### چهاردهمین دوره جشن حافظ
| قسمت                    | نامزد     | نتیجه    |
| ----------------------- | --------- | -------- |
| بهترین بازیگر مرد سینما | اکبر عبدی | نامزدشده |

## بازتاب‌ها
- محبوبه بیات بازیگر پیشکسوت سینما، تئاتر و تلویزیون درباره حضور در فیلم رسوایی افزود: بزرگترین اشتباه من بازی در فیلم «رسوایی» بود.
- مسعود فراستی منتقد سینمادرباره رسوایی بیان می دارد: تفکر این فیلم مخملبافی است؛ ضدمردم. مخملباف هم از ضدمردم بودن مخملباف شد.[۳]
- داوود میرباقری کارگردان سریال مختارنامه درباره رسوایی گفت:مضمون فیلم رسوایی متعالی است اما صرف داشتن این مضمون که فیلم را شکل نمی‌دهد. رسوایی دارد از مولفه‌هایی استفاده می‌کند که دورانش سپری شده. هیچ خلاقیتی برای شکل دادن به یک فضای جدید در فیلم نمی‌بینید. همان مولفه‌های سینمای دهه چهل و پنجاه کمی به روز شده و در فیلم گنجانده شده.[۴]
- مسعود ده‌نمکی خود درباره این فیلم گفت: «درباره فیلم‌نامه این اثر باید بگویم برخلاف حدس‌هایی که زده می‌شود و تحلیل‌هایی که می‌نویسند، قصه فیلم «رسوایی» قصه‌ای اورجینال است نه برصیصای عابد است و نه قصه شیخ صنعان و نه حتی رابطه عشق و عاشقی و نه میوهٔ ممنوعه، قصه‌ای کاملاً مستقل است. اما حدس و گمان‌هایی درباره فیلم زده می‌شود و با این حدس‌ها درباره فیلم قضاوت می‌شود که کاملاً اشتباه است.
- سید علی خامنه‌ای در جهت اظهار نظر به این فیلم، از نقش‌آفرینی اکبر عبدی به عنوان یک روحانی تقدیر کرد و گفت: «در این ۳۵ سال هیچ بازیگری نقش یک روحانی را انقدر خوب بازی نکرده بود.»

## بازیگران
| بازیگر            | نقش            |
| ----------------- | -------------- |
| اکبر عبدی         | حاج یوسف       |
| الناز شاکردوست    | افسانه         |
| محمدرضا شریفی نیا | شریف           |
| کامران تفتی       | جعفر           |
| اسماعیل خلج       | میرزا          |
| ارسلان قاسمی      | حامد           |
| امیر نوری         | سرباز کلانتری  |
| امیر دژاکام       | افسر کلانتری   |
| مریم کاویانی      | منشی شرکت      |
| مجید مشیری        | راننده تاکسی   |
| تینا آخوندتبار    | آزیتا          |
| مهسا کامیابی      | رویا           |
| محبوبه بیات       | مادر افسانه    |
| عباس محبوب        | آبدارچی شرکت   |
| آرزو افشار        | زن مستمند      |
| اسدالله یکتا      | قهوه چی        |
| مجید شهریاری      | فروشنده        |
| فریبا ترکاشوند    | فروشنده        |
| مختار سائقی       | سرکارگر        |
| مجتبی امینی       | شاگرد یوسف     |
| ملیکا شعبان       | دختر زن مستمند |